# Gaston (Oregon)
Gaston è una città degli Stati Uniti d'America situata nell'Oregon, nella Contea di Washington.